# Andrena semiaenea
Andrena semiaenea är en biart som beskrevs av Morawitz 1876. Andrena semiaenea ingår i släktet sandbin, och familjen grävbin. Inga underarter finns listade i Catalogue of Life.